# MotorSport Vision
MotorSport Vision (MSV) est une société dirigée par Jonathan Palmer, ancien pilote de formule 1.
MotorSport Vision possède six circuits au Royaume-Uni,, : Brands Hatch, Oulton Park, Snetterton, Cadwell Park, Bedford Autodrome et Donington Park.
En 1998, MotorSport Vision a créé le championnat Formule Palmer Audi qui a existé jusqu'en 2010.
En 2008, MotorSport Vision rachète le championnat anglais de Superbike (British Superbike Championship), et devient détenteur des droits commerciaux et de télévision.